# William Diller Matthew
William Diller Matthew (ur. 19 lutego 1871 w Saint John, zm. 24 września 1930 w Berkeley) – amerykański zoogeograf i paleontolog specjalizujący się w paleontologii kręgowców.

## Życiorys
William Diller Matthew był synem George’a Fredericka Matthew, paleontologa zajmującego się głównie kambryjskimi skamieniałościami. W 1889 roku uzyskał licencjat na University of New Brunswick, po czym wyjechał do Stanów Zjednoczonych, by kontynuować studia na Columbia University School of Mines. W 1894 roku uzyskał tytuł magistra i rozpoczął studia doktoranckie pod kierunkiem Henry’ego Fairfielda Osborna. Rok później otrzymał tytuł Ph.D. i został asystentem Osborna w Dziale Paleontologii Kręgowców Amerykańskiego Muzeum Historii Naturalnej. Jego pierwszym zadaniem był wyjazd do Filadelfii i skatalogowanie okazów pozostawionych przez Edwarda Drinkera Cope’a, nabytych niedawno przez Muzeum. Do 1911 pełnił asystenckie stanowiska w dziale paleontologii kręgowców, kiedy to został kustoszem całego działu. Funkcję tę pełnił do 1925. W międzyczasie publikował prace naukowe, dotyczące przede wszystkim filogenezy ssaków, głównie koniowatych. W 1913 roku opublikował Evolution of Horse, a w 1915 pierwsze wydanie swojej najbardziej znanej pracy – „Climate and Evolution” w Annals of the New York Academy of Sciences. Do 1927 pracował w Amerykańskim Muzeum Historii Naturalnej, po czym zaczął wykładać paleontologię na University of California w Berkeley oraz został drugim w historii dyrektorem University of California Museum of Paleontology. W tym samym roku został też członkiem Royal Society of London. Badał nie tylko ssaki, lecz także m.in. dinozaury; w 1922 wraz z Barnumem Brownem opisał dromeozaura i ustanowił rodzinę Dromaeosauridae. Zmarł we wrześniu 1930 roku z powodu choroby nerki. Wiele spośród jego teorii jest do dziś uznawanych za słuszne.

## Publikacje
- William Diller Matthew. Climate and Evolution. „Annals of the New York Academy of Sciences”, 1915.brak numeru strony
- William Diller Matthew. Range and limitations of species as seen in fossil mammal faunas. „Bulletin of the Geological Society of America”, 1915.brak numeru strony
- William Diller Matthew. The Evolution of the Horse. „Quarterly Review of Biology”, 1926.brak numeru strony
- William Diller Matthew. The Evolution of the Mammals in the Eocene. „Proceedings of the Zoological Society of London”, 1927.brak numeru strony
- William Diller Matthew: Outline and General Principles of the History of Life. 1928. Brak numerów stron w książce